# Hullo
Hullo (Holo of ook wel Horro in het Estland-Zweeds) is een plaats in de Estlandse gemeente Vormsi, provincie Läänemaa. De plaats heeft de status van dorp (Estisch: küla).
Hullo is de hoofdplaats van de eilandgemeente en daarin veruit de grootste plaats. Ze ligt aan de zuidwestkust van het eiland aan de Baai van Hullo (Estisch: Hullo laht). Ten westen van de plaats ligt het meer Prästvike (40,6 ha).

## Bevolking
Het dorp had 99 inwoners op 31 december 2011 en 100 inwoners op 31 december 2021.

## Geschiedenis
Hullo werd in 1540 voor het eerst genoemd onder de naam Hully, maar de plaats is vermoedelijk al ouder. Waarschijnlijk stond er al in de 13e eeuw een houten kerk, die in 1632 werd vervangen door een stenen kerk. Het dorp lag vanaf 1604 op het landgoed Magnushof (Suuremõisa). Net als op de rest van het eiland bestond de bevolking tot in 1944 overwegend uit Estlandzweden en daarna uit Esten.

## Kerken
De lutherse kerk van Vormsi (Estisch: Vormsi Olavi kirik) staat in Hullo en kwam gereed in 1632. Vermoedelijk had ze een houten voorganger. De kerk heeft 500 zitplaatsen en is gewijd aan Sint-Olaf. De kerk heeft geen klokkentoren; de kerkklok hangt in een nis boven de hoofdingang. Nadat de Estlandzweden in 1944 het eiland waren ontvlucht, was de kerk geruime tijd buiten gebruik. In 1990 werd ze weer in gebruik genomen, op 29 juli, Sint-Olafsdag.
In 1890 kreeg Hullo ook een Russisch-orthodoxe kerk, de Kerk van de Wederopstanding van de Heer. Het was de enige orthodoxe kerk in Estland met Zweeds als voertaal. In 1937 was het aantal gelovigen zo klein geworden dat de kerk haar deuren sloot. Na 1944 probeerde de Russisch-Orthodoxe Kerk de parochie nieuw leven in te blazen, maar na 1951 staakte ze haar pogingen. Daarna werd de kerk gebruikt als opslagplaats voor de plaatselijke kolchoz en raakte ze wegens gebrek aan onderhoud in verval.
Een bekend lid van de orthodoxe gemeenschap op Vormsi was Konstantin Kreek (1852–1916), de vader van Cyrillus Kreek.

## Foto's

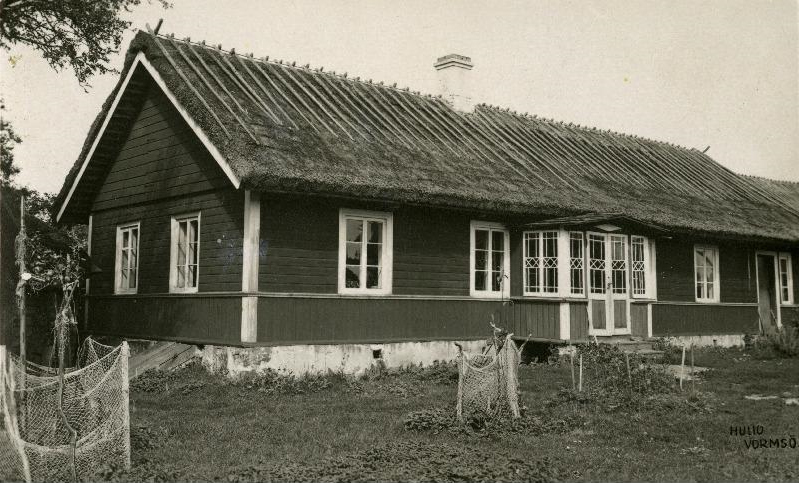
Een huis in Hullo anno 1930
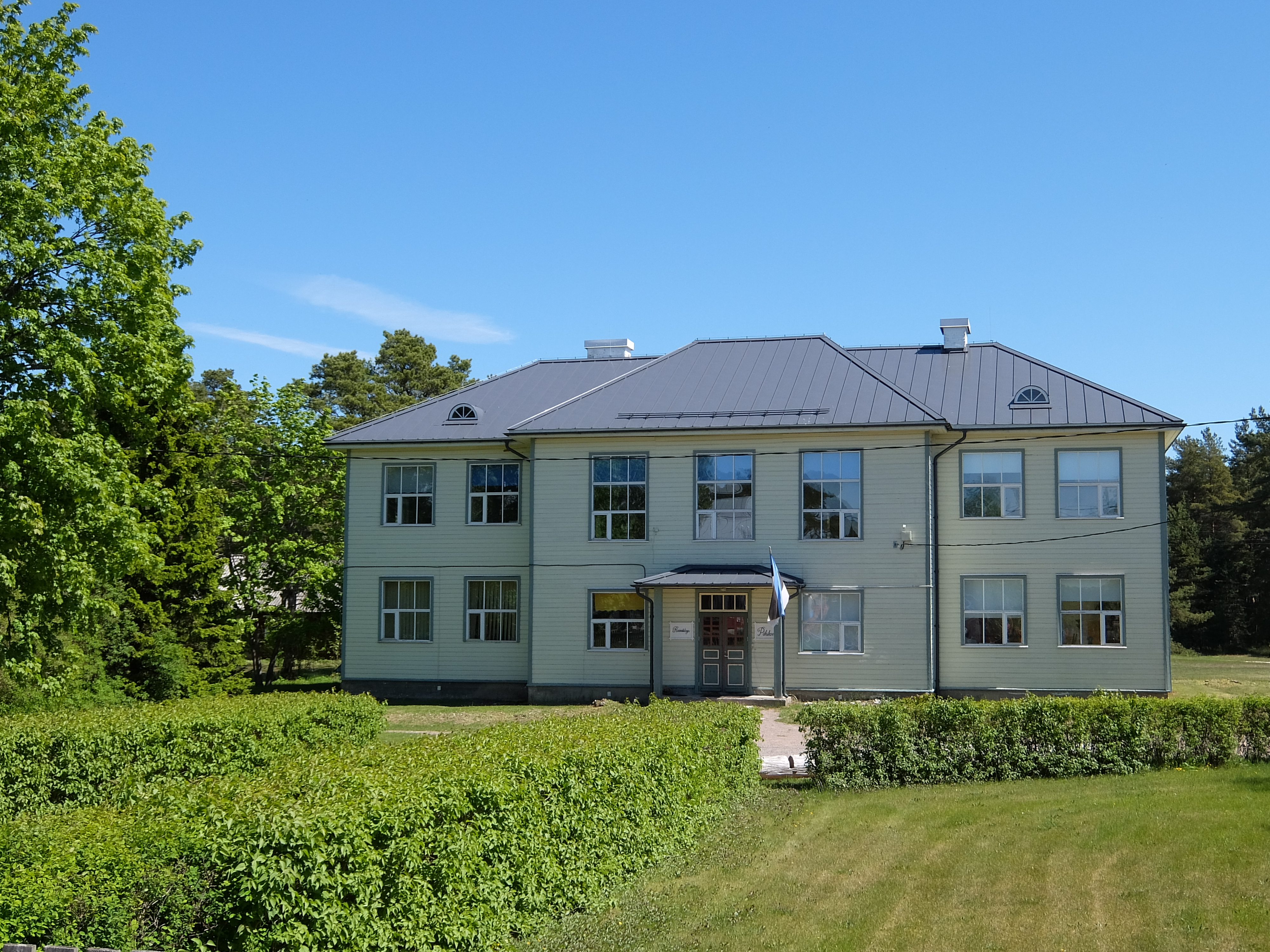
School
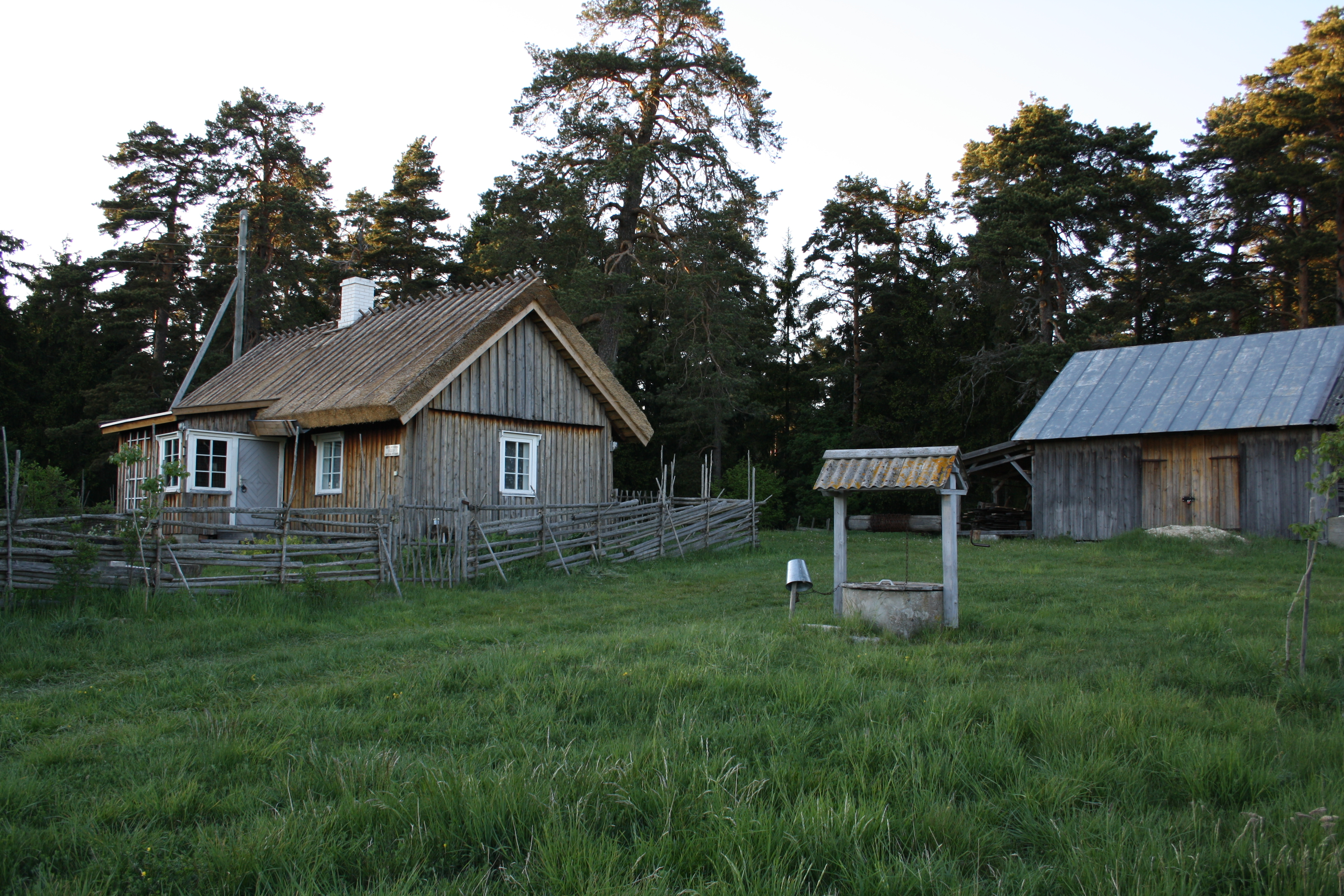
Houten huis
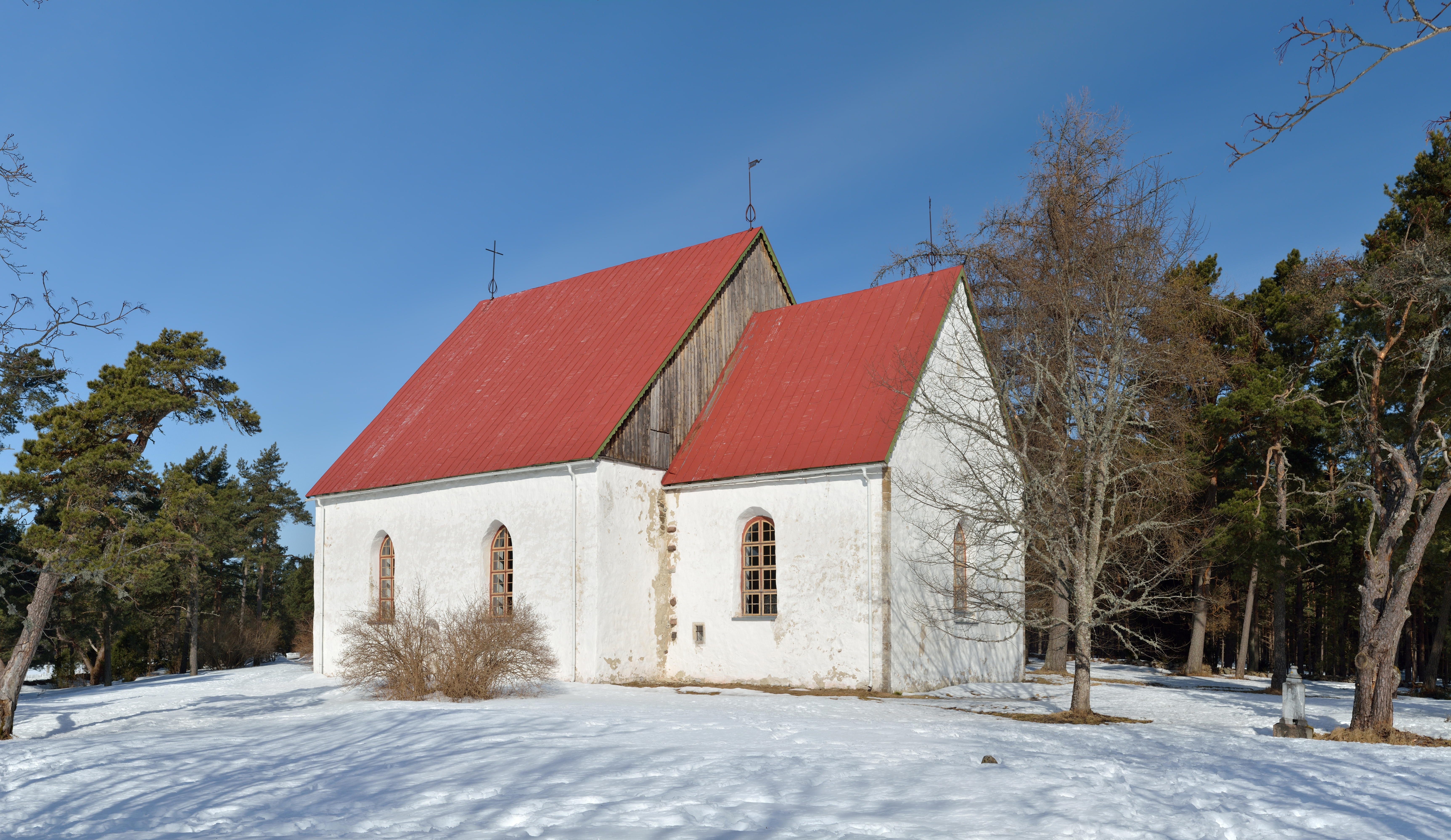
De Sint-Olafskerk in de winter
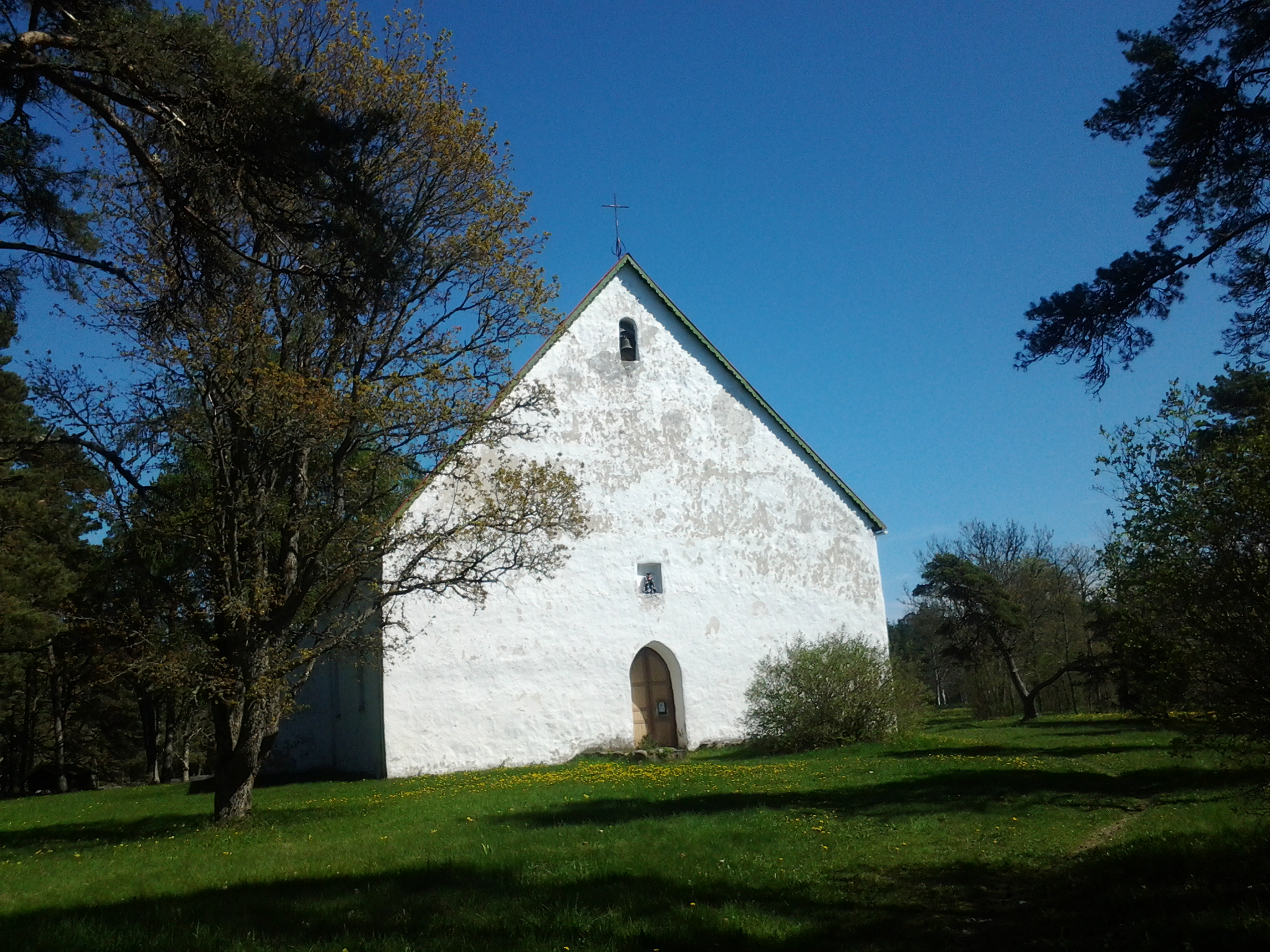
Hoofdingang met de kerkklok
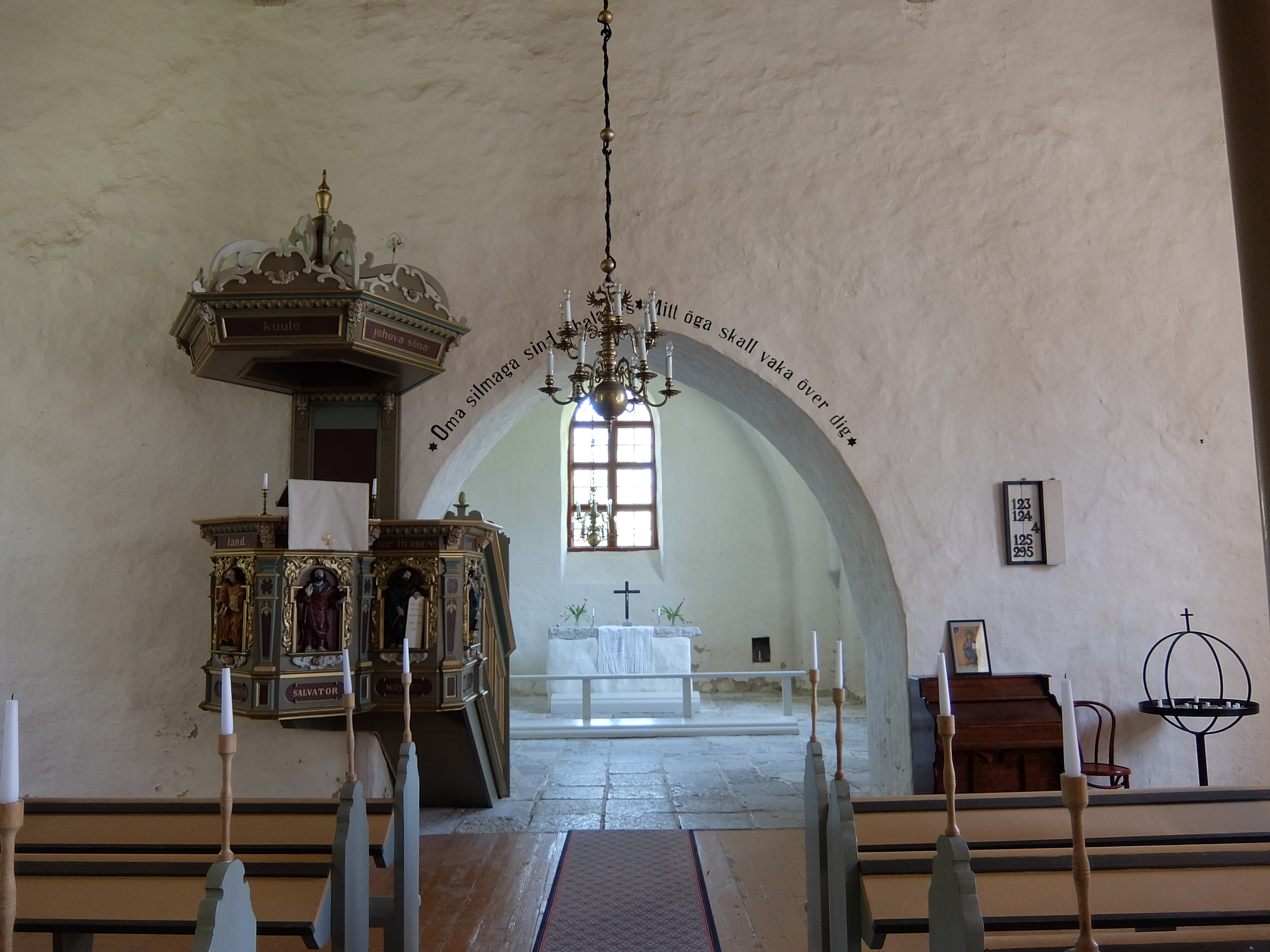
Interieur van de kerk
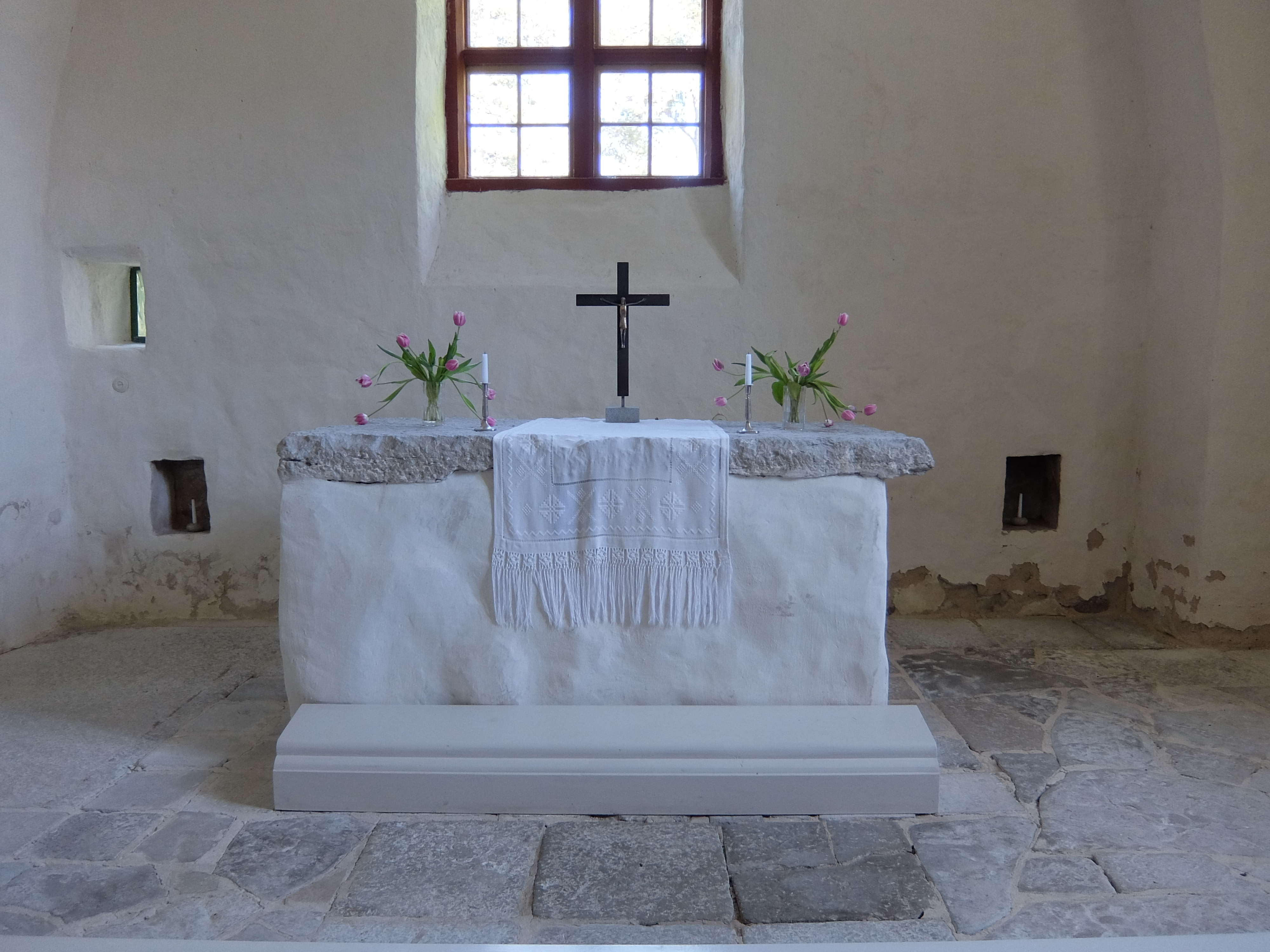
Het altaar
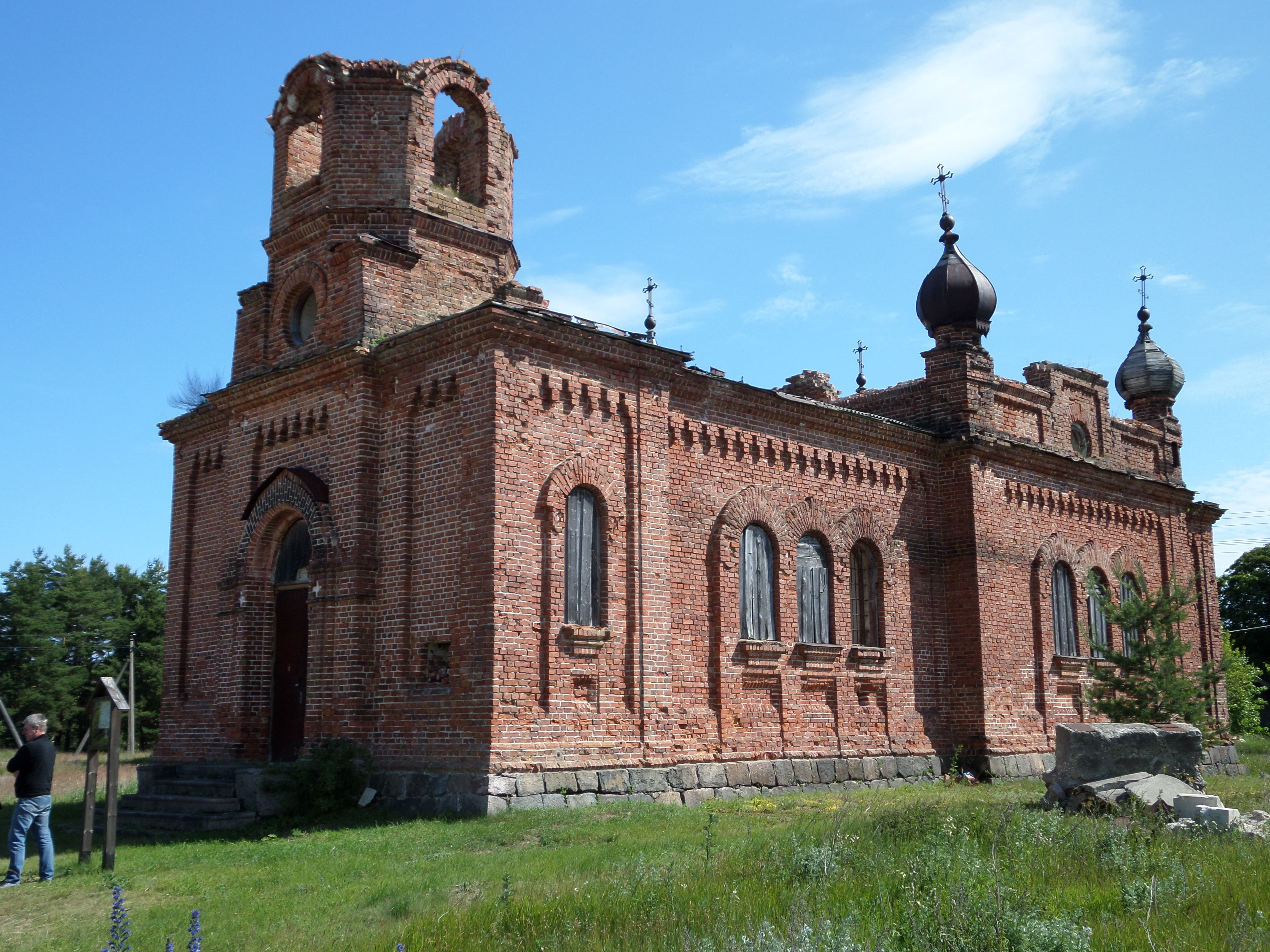
Ruïne van de Kerk van de Wederopstanding van de Heer
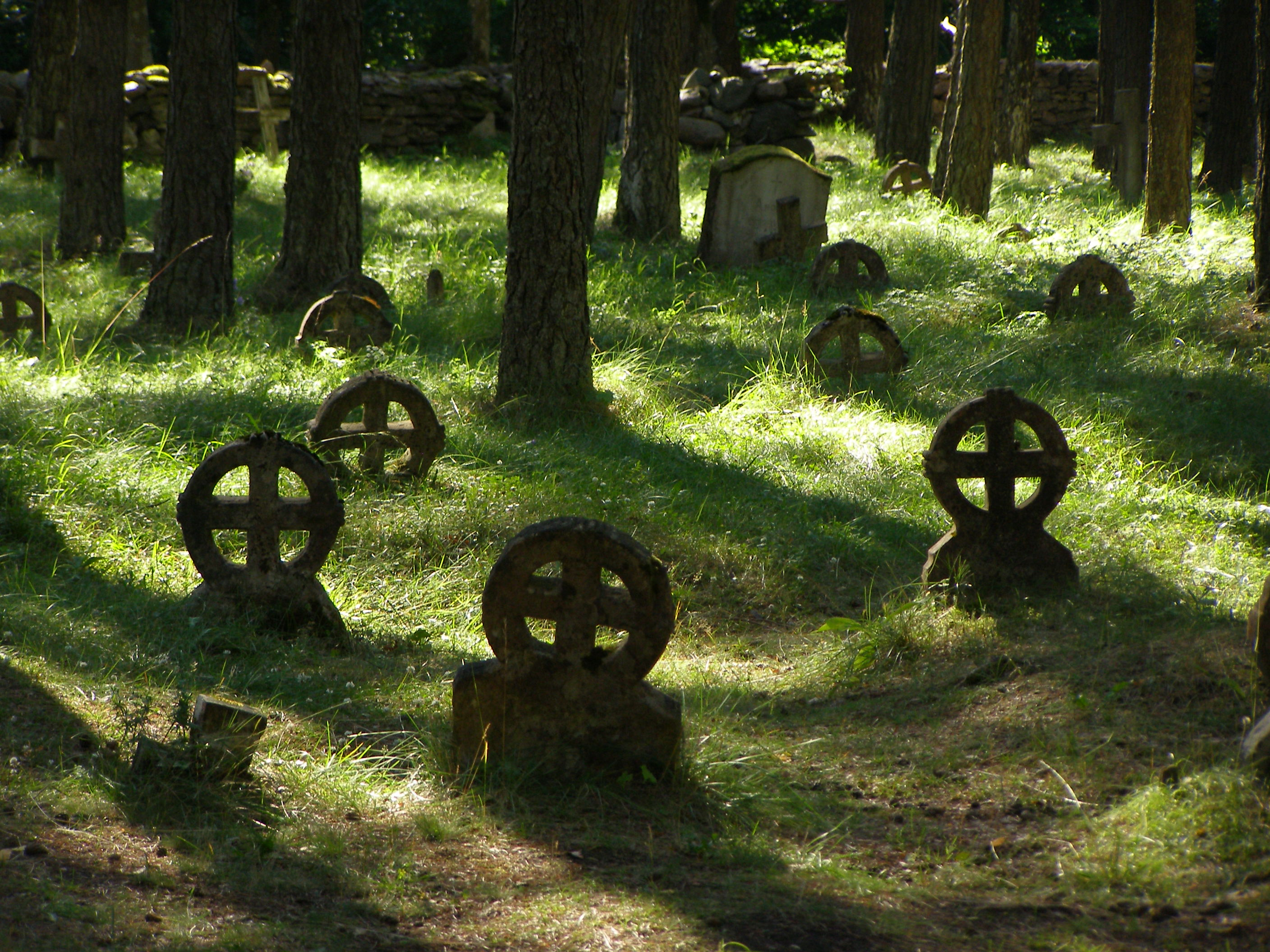
Het kerkhof van Hullo